# Alfredo Cristiani
Alfredo Cristiani Burkard (* 22. listopadu 1947 San Salvador, Salvador) je salvadorský politik a ekonom, byl prezidentem Salvadoru v letech 1989 až 1994.

## Život
Cristiani je konzervativec, uznávaný i jako mírotvorce, neboť během své vlády se zasloužil o ukončení půl století trvajícího období, kdy v Salvadoru bojovaly o moc vojenské diktatury s levicovými guerillami. Dne 16. ledna 1992 s nimi podepsal mírovou dohodu v mexickém Chapultepecu.